# アドニスの死 (ラ・イール)
『アドニスの死』(アドニスのし、仏: Adonis mort、英: Dead Adonis) 、または『犬といるアドニスの死』(いぬといるアドニスのし、仏: Adonis mort, avec son chien、英: Dead Adonis with his Dog)は、17世紀のフランスの画家ローラン・ド・ラ・イールが画業初期の1628 - 1630年にキャンバス上に油彩で制作した絵画である。ギリシア神話に登場する美青年アドニスを主題としている。おそらくラ・イールの母フィリッペ・アンブロ (Philippe Humblot) の所蔵目録に記載されていた作品である。1994年にストックホルムの競売に出品された折に、パリのルーヴル美術館に購入され、以来、同美術館に所蔵されている。

## 作品
ラ・イールはシモン・ヴーエとともに、フランスにおけるバロック絵画の創始者とされる。彼は同時代のフランスの主要な画家たちと異なり、イタリアを訪れたことはなかったが、フランス国内でイタリアの巨匠たちの作品を研究した。ラ・イール初期の作品である本作は、若き画家がフォンテーヌブロー派のマニエリスムの影響を抜け出し、より力強く自然主義的な作風に変わったことを示している。
この絵画の主題は、オウィディウスの『変身物語』(第10巻) を出典としている。美の女神ヴィーナスを虜にするほどの美青年であったアドニスは狩りに夢中であった。彼はヴィーナスの心配をよそにしばしば狩りに出かけたが、ある時、大きなイノシシに襲われ、絶命した。この主題は、バロックの時代に非常に人気があった。しかし、当時20歳ごろであったラ・イールは、美しい青年の裸体を描くことよりも前面短縮法の技量を示すことに関心があったようである。そのために、彼は、ほかの画家たちがほとんど描かない死せるアドニスの姿を選んでいる。
イノシシに襲われて大けがをしたアドニスが命を失って、森に横たわっている。赤い布は、傷口から流れる血の象徴である。アドニスの亡骸は明るい光に照らされ、右側の犬だけが悲しそうにその姿を見守っている。非常に自然主義的に描かれ、マスティフ犬とハウンド犬の雑種のように見えるこの犬は、画家ラ・イール自身の犬であった可能性がある。本作が非常に個人的なものであるという仮説は、おそらく作品が画家の母フィリッペ・アンブロに所蔵されていたということにより証だてられる。